# Дзвінкий ретрофлексний боковий апроксимант
Ретрофлексний боковий апроксимант — приголосний звук, що існує в деяких мовах. У Міжнародному фонетичному алфавіті записується як ⟨ɭ⟩ («l» із загнутим праворуч гачком).

## Назва
- Ретрофлексний боковий апроксимант
- Ретрофлексний латеральний апроксимант (англ. retroflex lateral approximant)

## Властивості
Властивості ретрофлексного бокового апроксиманта:
- Тип фонації — дзвінка, тобто голосові зв'язки вібрують від час вимови.
- Спосіб творення — апроксимант, тобто один артикулятор наближається до іншого, утворюючи щілину, але недостатньо вузьку для спричинення турбулентності.
- Місце творення — ретрофлексне, що прототипічно означає, що кінчик язика загинається вгору до твердого піднебіння.
- Це ротовий приголосний, тобто повітря виходить крізь рот.
- Це боковий приголосний, тобто повітря проходить по боках язика, а не по центру.
- Механізм передачі повітря — егресивний легеневий, тобто під час артикуляції повітря виштовхується крізь голосовий тракт з легенів, а не з гортані, чи з рота.

## Приклади
| Мова              | Мова              | Слово       | МФА         | Значення    | Примітки                                             |
| ----------------- | ----------------- | ----------- | ----------- | ----------- | ---------------------------------------------------- |
| каннада           | каннада           | ಎಳ್ಳು         | [ˈeɭɭu]     | кунджут     |                                                      |
| малаялам          | малаялам          | മലയാളി        | [mɐl̪əjɐ̞ːɭ̺ɪ] | малаяламці  |                                                      |
| норвезька (діал.) | норвезька (діал.) | farlig      | [fɑːɭi]     | небезпечний | Див. норвезька фонетика                              |
| пенджабська       | пенджабська       | ਤ੍ਰੇਲ਼         | [t̪ɾeɭ]      | роса        |                                                      |
| тамільська        | тамільська        | புளி          | [puɭi]      | тамаринд    | Див. тамільська фонетика                             |
| телугу            | телугу            | నీళ్ళు         | [niːɭːu]    | вода        |                                                      |
| фарерська         | фарерська         | árla        | [ɔɻɭa]      | рано        | Алофон /l/ після /ɹ/. Див. фарерська фонетика        |
| французька        | французька        | belle jambe | [bɛɭ ʒɑ̃b]   | гарна нога  | Алофон /l/ перед /f/ і /ʒ/. Див. французька фонетика |
| шведська          | шведська          | sorl        | [soːɭ]      | бурмотіння  | Див. шведська фонетика                               |